# 에버리스트위스 타운 FC
에버리스트위스 타운 FC(영어: Aberystwyth Town Football Club, 웨일스어: Clwb Pêl-Droed Tref Aberystwyth)는 에버리스트위스를 연고로 하는 웨일스의 축구 클럽이다. 현재는 웨일스 프리미어리그에 참가하고 있다.